# Princess Tower
Princess Tower (arabsky: برج الأميرة), nebo též Al Amira Tower, je 100patrový a 413,3 metrů vysoký mrakodrap v Dubaji, ležící ve čtvrti Dubai Marina v ulici Al Sufouh Road, přímo naproti Palmových ostrovů (angl. Palm Islands) s výhledem na celý Perský záliv. Navrhla jej dubajská architektonická kancelář Eng. Adnan Saffarini Office (EAS) a o stavbu se postarala společnost Tameer Holding Investment LCC (TAMEER). Návrh byl představen v roce 2005 a výstavba byla zahájena v roce 2006. Původně měla být dokončena v roce 2009, byla však odložena a hotova až v červenci roku 2012. Náklady činily 210 milionů USD.
Po střechu je vysoký 377 metrů a po střechu kopule 392 metrů. Společně s 22 metrů dlouhou a 110 tun vážící ocelovo-hliníkovou anténou sahá do výšky 414 metrů, nicméně architektonická (uznávaná) výška budovy je oněch 413,3 metrů. Koruna věže je asi nejčitelnější prvek konstrukce a lze díky ní rozpoznat budovu od jiných. Je dutá (prázdná) a tedy pouze dekorativní. Mrakodrap má 101 nadzemních a 6 suterénních podlaží (dohromady tedy 107 podlaží), a nejzazší dostupné leží na 97. podlaží ve výšce 357 metrů. Celková podlahová plocha budovy je 171 175 m2 (udává se též 170 006 m2). 
Uvnitř se nachází 763 luxusních bytových jednotek, včetně apartmánů s až čtyřmi ložnicemi, a tyto apartmány zabírají 7. až 94. podlaží budovy – na jednom podlaží je rozprostřených jeden až jedenáct bytů. Při plném obsazení zde může bydlet kolem 3 000 lidí. Na podlažích 96. a  97. se nacházejí penthousy a vyhlídková terasa s panoramatickým výhledem na přístav, Palm Jumeirah a zbytek města. Pořádají se zde rekreační a obchodní akce (maloobchodní prodej). Součástí výstavby je také krytý bazén, venkovní bazén, plně funkční tělocvična a fitness studio, sauna, parní lázeň, několik heren, dětské hřiště nebo banketová hala. K dispozici je 957 parkovacích míst v šesti podzemních podlažích. V budově se nachází také mešita sloužící především místním věřícím. Pro vertikální přepravu osob je k dispozici 13 výtahů, které jsou umístěny v jádru budovy.
Pro vyšší úroveň komfortu se na úrovni střechy nachází vyrovnávací tlumič neboli stabilizační systém, který tlumí lokomoci budovy ve větru. A pro vyšší bezpečnost obyvatel je v každém bytě v horních patrech instalován větrný alarm, který upozorní na silný vítr a možné zdravotní riziko v případě pobytu na balkoně.
V roce 2012 se mrakodrap Princess Tower stal nejvyšší bytovou stavbou na světě. Prvenství mu vydrželo do roku 2015, než ho přerostl 426 metrů vysoký rezidenční mrakodrap 432 Park Avenue v New Yorku.